# Sveti Štefan
Sveti Štefan je krščanski svetnik. Štefan je bil prvi krščanski mučenec in eden sedmih diakonov prvotne skupnosti v Jeruzalemu. Leta 34 našega štetja je bil obsojen na smrt s kamenjanjem. Goduje na Štefanovo 26. decembra, na ta dan pa je v Sloveniji pogosto blagoslov konj.
V Svetem pismu je nekaj podatkov iz Štefanovega življenja prispeval sveti Luka v 6. in 7. poglavju Apostolskih del (Apd 6-7).
V Sloveniji je 37 cerkva posvečenih svetemu Štefanu.